# Strafford (Nou Hampshire)
Strafford és una població dels Estats Units a l'estat de Nou Hampshire. Segons el cens del 2007 tenia 4.047 habitants.

## Demografia
Segons el cens del 2000, Strafford tenia 3.626 habitants, 1.281 habitatges, i 1.022 famílies. La densitat de població era de 28,5 habitants per km².
Dels 1.281 habitatges en un 43,2% hi vivien nens de menys de 18 anys, en un 68,5% hi vivien parelles casades, en un 8,2% dones solteres, i en un 20,2% no eren unitats familiars. En el 15,1% dels habitatges hi vivien persones soles el 4,4% de les quals corresponia a persones de 65 anys o més que vivien soles. El nombre mitjà de persones vivint en cada habitatge era de 2,82 i el nombre mitjà de persones que vivien en cada família era de 3,14.
Per edats la població es repartia de la següent manera: un 30% tenia menys de 18 anys, un 4,8% entre 18 i 24, un 32,1% entre 25 i 44, un 25,4% de 45 a 60 i un 7,7% 65 anys o més.
L'edat mediana era de 37 anys. Per cada 100 dones de 18 o més anys hi havia 95,1 homes.
La renda mediana per habitatge era de 59.044$ i la renda mediana per família de 62.238$. Els homes tenien una renda mediana de 40.423$ mentre que les dones 30.524$. La renda per capita de la població era de 23.500$. Entorn de l'1% de les famílies i l'1,9% de la població estaven per davall del llindar de pobresa.